# Andromède (Rodin)
Pour les articles homonymes, voir Andromède.
Andromède est une des personnages représentés par l'artiste français Auguste Rodin dans son œuvre maîtresse, La Porte de l'Enfer ; le sujet est tiré du personnage mythologique d'Andromède. Il s'agit d'une petite figure qui se situe sur tout en haut et au centre du vantail droit, et fait partie des nombreux personnages représentant des damnées anonymes, prostrés dans une silencieuse désolation,. 
L'œuvre a été montrée pour la première fois en 1889 à la galerie Georges Petit, dans une exposition commune avec Claude Monet. 
Le poète Rainer Maria Rilke a loué la qualité expressive de l'œuvre, qu'il considérait comme plus complexe, plus grandiose et plus mystérieuse que si elle s'était bornée à décrire l'expression du visage du personnage.